# Castrofilippo
Castrofilippo (Castrufilippu in siciliano) è un comune italiano di 2 564 abitanti del libero consorzio comunale di Agrigento in Sicilia.

## Geografia fisica

### Territorio
La città sorge su un terreno prevalentemente collinare, il suo territorio ha una superficie pari a 17,96 km² a un'altitudine di 480 m s.l.m.

## Storia
Gli antenati degli attuali abitanti di Castrofilippo furono genti preistoriche, greche e romane che abitarono, nelle varie epoche, luoghi situati attorno a quello che è il sito odierno del comune. Successivamente un altro importante gruppo etnico si inserisce di prepotenza, così come per altri paesi e città di Sicilia, nella storia di Castrofilippo; si tratta dell'invasione degli arabi. Gli arabi probabilmente riutilizzarono la fortificazione di possibile origine bizantina che sorge sull'attuale monte Castellaccio sito a circa 500 metri a nord di Castrofilippo, circondato da terre fertilissime coltivate da questo popolo. Attualmente non conosciamo il suo nome: potrebbe trattarsi del sito di al-Minsciar (la sega) citato dal geografo di lingua araba al-Idrisi nel 1154.
Il dominio arabo durerà per circa due secoli, fino al 1086, quando Ruggero il Normanno con un potentissimo esercito, inseguendo l'emiro arabo Chamùt in fuga verso Castrogiovanni (l'attuale Enna) espugnò alcuni castelli, tra cui quello di Naro, Racalmuto, Canicattì, ed Al-Minshàr.
Durante l'avanzata dell'esercito Normanno, un avamposto militare veniva lasciato a guardia dei castelli conquistati. Dopo la conquista normanna il casale assunse il nome Libigini, dagli abili conduttori che erano stati gli arabi, cominciò però a deperire. Passò quindi attraverso numerose famiglie quali Lo Porto, De Brando e i Montaperto. Nonostante quest'ultima nobile famiglia fosse potentissima,tra le più importanti di Sicilia, e con esponenti davvero eccezionali (per esempio San Gerlando di Agrigento) il piccolo casale andò in rovina, tanto da essere ceduto a Stefano Monreale.
Qui inizia la vera storia di Castrofilippo. Stefano Monreale, esponente importantissimo di una famiglia di origine francese, oltre ad essere insignito di vari titoli, si occupava di poesie ed era l'inventore di un nuovo metodo di estrazione del carbone. Nel 1584, ottenendo la licenza a "congregar gente", fondò Castrofilippo, dedicandolo, come suggerisce lo stesso nome ("castra rex Philippi") al re di Spagna Filippo II, a cui era legato da vincoli sia di amicizia che politici. La fondazione di nuovi paesi aveva uno scopo principalmente agricolo: incentivare la produzione di frumento che aveva subito una flessione pericolosa negli ultimi anni. Il nuovo sito fu scelto tra le terre più fertili, ricche di acqua. Fu costruito un Palazzo baronale con un comodo appartamento al primo piano, carceri, magazzini, una grande cisterna per l'acqua, stalle ed un ampio cortile al piano terreno. Fu edificata la chiesa di Sant'Antonio Abate al limite del quartiere Cannatone, riedificata poi ad inizio del 1900, ed un'altra chiesa dedicata a Santa Lucia non più esistente. Morto il barone Stefano Monreale, gli successe il figlio Maurizio (sposato con Margherita Montaperto), che fondò la chiesa Maria SS.del Rosario, completata nel 1634. Maurizio tramite un'opportuna donazione dei possedenti ottenne il titolo di Duca di Castrofilippo.

### Simboli
Lo stemma comunale, riconosciuto ufficialmente con decreto del capo del governo del 27 maggio 1929, riprende l'emblema civico che era già in uso a Castrofilippo e depositato presso l'Archivio di Stato di Palermo nel 1818. Nello stemma sono raffigurati i simboli delle famiglie Cicala, Montaperto, La Farina, e Monreale che hanno retto Castrofilippo.
Il gonfalone è un drappo di azzurro.

## Monumenti e luoghi d'interesse

### Architetture religiose

#### Chiesa di Maria SS.del Rosario

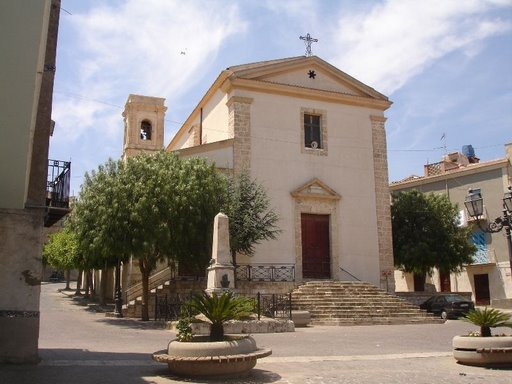
Chiesa di Maria SS. del Rosario

I lavori di costruzione della chiesa Madrice ebbero fine nel 1634 e l'anno dopo fu fondata l'Arcipretura. Il patrono fondatore fu Maurizio Monreale, duca di Castrofilippo: la chiesa era più piccola (metri 20x8) dell'attuale, infatti mancavano ancora il coro e le due cappelle laterali. Essa inoltre era più bassa, non aveva l'oratorio, e la torre campanaria terminava a tronco di piramide.
Nel 1748 la visita di mons. Lorenzo Gioeni, trovo la chiesa in cattivo stato. Il vescovo ordinò, tra le altre cose, di allontanare l'epigrafe della sepoltura di Domenico Monreale VI duca di Castrofilippo (morto il 12 ottobre 1746) situata vicino all'altare maggiore.
Nel 1848 la chiesa fu ingrandita: si elevò il soffitto si costruì il coro, con le offerte e il lavoro dei fedeli. Verso il 1850 la chiesa fu adornata di pregevoli stucchi in oro zecchino, lavorati dai Signorelli di Palermo. Nel 1898 il vescovo mons. Bladini in visita pastorale, accompagnato dall'arciprete Eugenio Racalbuto, diede disposizione di far mettere un po' di pece greca nel sepolcreto della lapide dell'altare maggiore. All'inizio del 1900, il pittore Salvatore Racalbuto, padre dell'architetto D. Eugenio eseguì alcuni lavori su tela, che ancora oggi si possono ammirare, Adamo ed Eva, la Madonna del Rosario, Giuditta, la Trasfigurazione, le Anime del Purgatorio, la Madonna dell'Assunta.
Nel 1944 fu rifatta la torre campanaria, nel 1949 fu costruito l'oratorio con le offerte dei fedeli. Nel 1951 fu effettuata la nuova pavimentazione.
La chiesa oggi misura 32 × 8 m, mentre le due cappelle laterali misurano 5 × 4 m. Con l'aggiunta del coro e delle cappelle laterali assunse la pianta a croce latina. Infine risale nel 1980 l'ultimo restauro, che hanno riportato nell'antico splendore i pregevoli stucchi, i capitelli corinzi, le cappelle e le preziose statue.

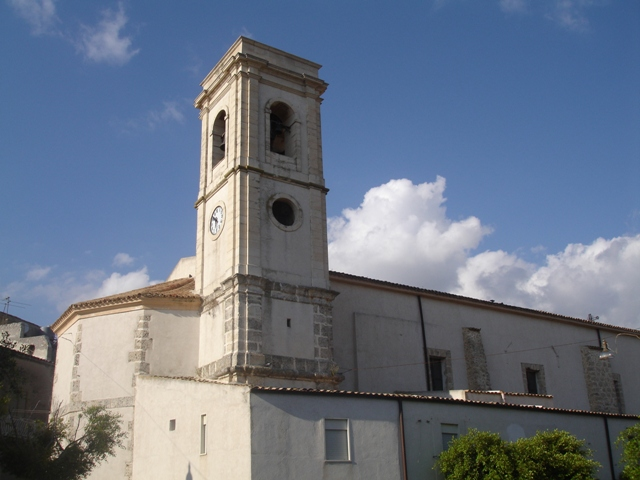
Campanile Chiesa Madre Castrofilippo

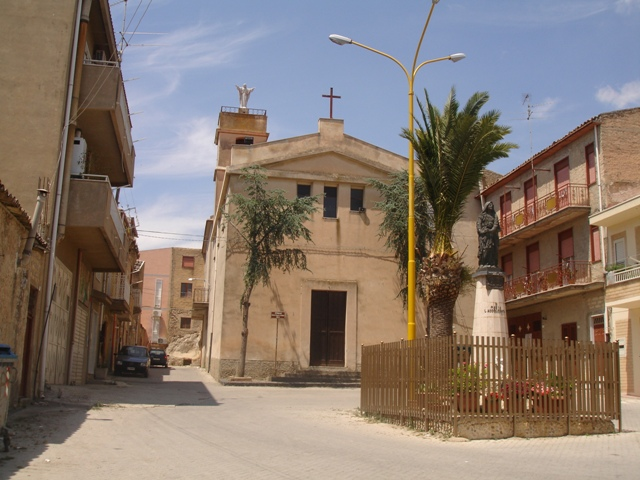
Chiesa Sacro Cuore di Gesù Castrofilippo

#### Chiesa del Sacro Cuore
La chiesa fu costruita nel 1914. In questa si celebrava, fino al 1960, la festa del Sacro Cuore di Gesù. Al momento viene aperta saltuariamente e, comunque, sempre in occasione della festa di santa Rita (la chiesa, infatti, ne ospita la statua) ed in occasione del Giovedì santo (meta di pellegrinaggio). La chiesa è stata costruita su iniziativa di don Vincenzo Savatteri, nato a Castrofilippo, già parroco nella Chiesa Madrice nel 1889. A questo, è stata dedicata la piazzetta antistante la chiesa.

#### Chiesa di Sant'Agnese

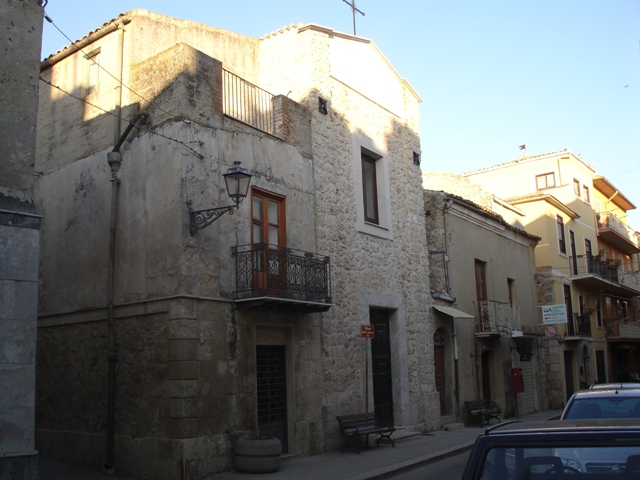
Chiesa di Sant’Agnese

La piccola chiesa di Sant'Agnese, nacque intorno al 1750. Questa ospita la statua dell'Addolorata, scolpita nel 1886, di notevole pregio artistico. L'Inzalaco scrive che, "l'espressione di dolore è così ben resa da suscitare profonde emozioni in chi la osserva con attenta devozione". La chiesetta ospita anche la statua di Santa Lucia, festeggiata regolarmente ogni anno. Un altare della chiesa è dedicato anche al Santissimo Crocifisso.

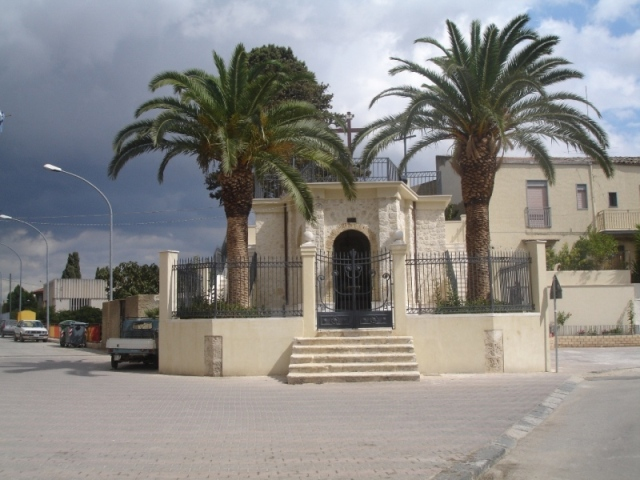
Calvario

#### Il Calvario
Il Calvario è stato costruito nel 1937.
All'interno si trovano due statue del Cristo morto. La più antica (1907), posta in un'urna di legno e vetri, viene portata - a spalla - in processione il Venerdì Santo. L'altra viene utilizzata per la Crocifissione. La chiesetta ospita anche la nuova statua dell'Addolorata e quella di San Giovanni apostolo. Per il monumento, nel 2007, sono stati avviati i lavori di restauro terminati nei primi mesi del 2008.

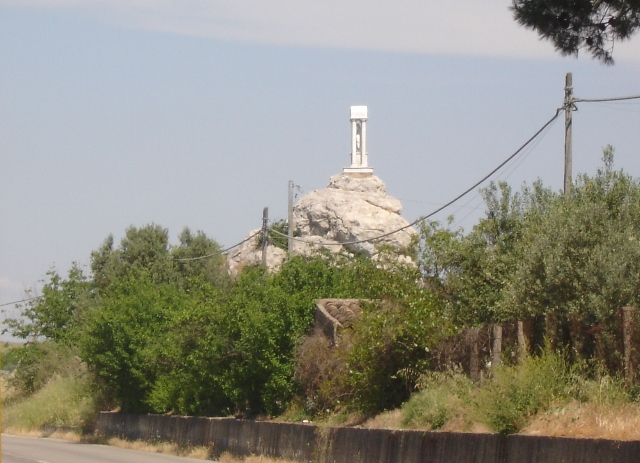
Pietra lunga

#### Pietra Lunga
La pietra, alle porte di Castrofilippo, è stata dedicata da sempre alla Madonna. Alla base della roccia, infatti, è posta un'edicola, contenente un'antica pittura raffigurante la Madonna col Cristo morto. Su di essa sono incisi i seguenti versi: "Fermati passeggier il capo inchina alla Gran Madre di Dio del Ciel Regina. Il sorriso di Maria questi luoghi allieterà se chi passa per la via Ave oh Madre Le dirà". Successivamente, precisamente il 25 aprile del 1985, sulla roccia venne posta una statua della Madonna, scolpita su marmo bianco di Carrara, dedicata agli emigranti per proteggerli durante il loro lungo viaggio.

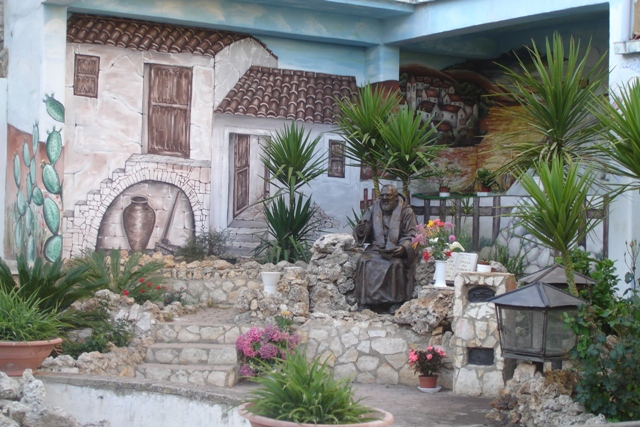
Villa Padre Pio

#### Padre Pio
Nel 1999, grazie alla raccolta fondi dei fedeli, nella piazzetta Rinaldi — precisamente nel sito ove sorgeva l'antica caserma dei Carabinieri — venne posta la statua di Padre Pio seduto su una roccia. Tempo prima questo spazio, di proprietà della Provincia, era stato riattato e destinato dall'Amministrazione Comunale a giardino pubblico. La statua è stata realizzata in bronzo da Gaetano Alongi, di Campobello di Licata. Nel corso dell'anno, la villetta è gremita di fedeli che, in gruppi di preghiera recitano il rosario.

#### Scala della Memoria
Inaugurata il 24 maggio 2019, la Scala della Memoria è situata in via Brodolini ed è dedicata alla memoria dei magistrati e dell'appuntato Salvatore Bartolotta uccisi dalla mafia.La “Scala della Memoria” è un omaggio dedicato a donne e uomini dello Stato che hanno dato la loro vita per l’affermazione della legalità e della giustizia, Un grande tricolore che si distende per decine di scalini: questa è “La scala della memoria” che la città di Castrofilippo ha dedicato alle vittime della mafia, inaugurandola il 24 maggio 2019, alla presenza di tutte le autorità civili, religiose e militari. “Cultura” in questa terra è anche lotta alla mafia: Questa è la città natale di Salvatore Bartolotta, un semplice appuntato dei carabinieri che pagò, con la vita, la presenza a fianco del giudice Rocco Chinnici a Palermo, uccisi nella strage mafiosa del 29 luglio 1983. Così, questa scala è diventata un vero e proprio memoriale, dedicato a Bartolotta, cui per l’occasione è stata tributata la Medaglia d’Oro al Valor Civile, ma dedicata anche a tutte le vittime della mafia, uno scalino dopo l’altro fin sulla sommità. Ecco allora l’invito che ti rivolgo, a venire sin qui, ad omaggiare insieme donne e uomini dello Stato italiano che hanno dato la loro vita per l’affermazione della legalità e della giustizia: Giovanni Falcone, Paolo Borsellino, Rosario Livatino, Peppino Impastato, Pio La Torre, Rita Atria…...... 
Monumento della donna

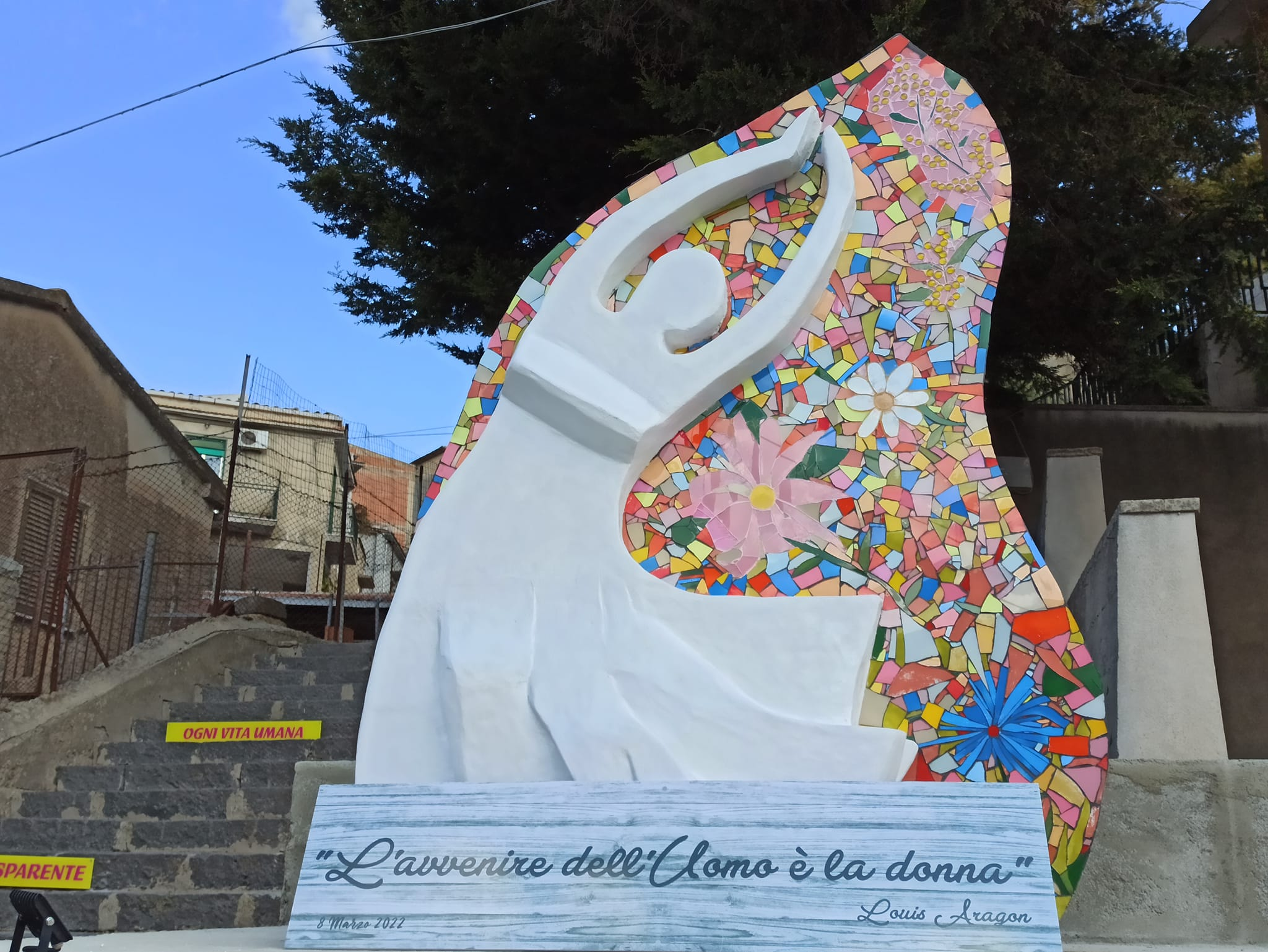

L'8 marzo 2022, è stato inaugurato un monumento dedicato alla donna, situato in via Nazionale. Il monumento fu progettato da Luigi Carlino, tornato nel paese d’origine dei suoi genitori dopo essere nato, cresciuto ed aver lavorato in Belgio.

## Società

### Evoluzione demografica
Abitanti censiti

### Minoranze etniche
Il piccolo centro è sempre stato caratterizzato da una forte presenza della comunità di Camminanti. I recenti flussi migratori, che caratterizzano l'europa occidentale, vedono anche Castrofilippo ospitare cittadini dell'Europa dell'Est (perlopiù romeni) e extracomunitari di origini africane.

### Tradizioni e folclore

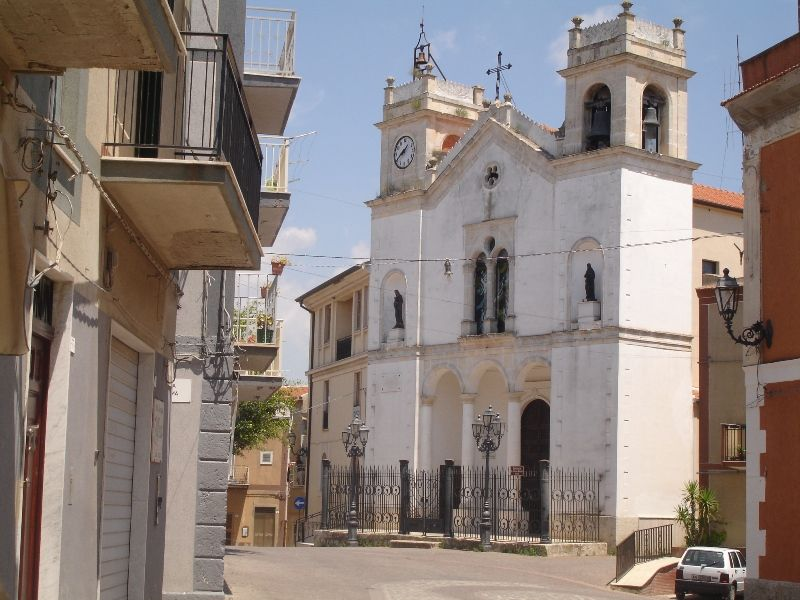
Chiesa di Sant'Antonio Abate

Il santo patrono è Sant'Antonio Abate, la cui festa si svolge il 17 gennaio di ogni anno.
Non bisogna dimenticare che San Antonio è considerato protettore non solo degli uomini ma anche degli animali e dei prodotti dell'agricoltura, in attesa della benedizione, che viene effettuata all'aperto. Essa è rivolta prima ai fedeli, poi al pane, agli animali e ai prodotti della terra.
Il pane viene confezionato come un ex voto, così possono essere ammirati pani che imitano le parti del corpo miracolate, il pane viene distribuito ai parenti e agli amici, ma soprattutto agli ammalati. È uno spettacolo di indubbio effetto vedere tanti muli, asini, cavalli, capre, agnelli, cani, stare mansueti nella piazza, in attesa della benedizione.

## Economia

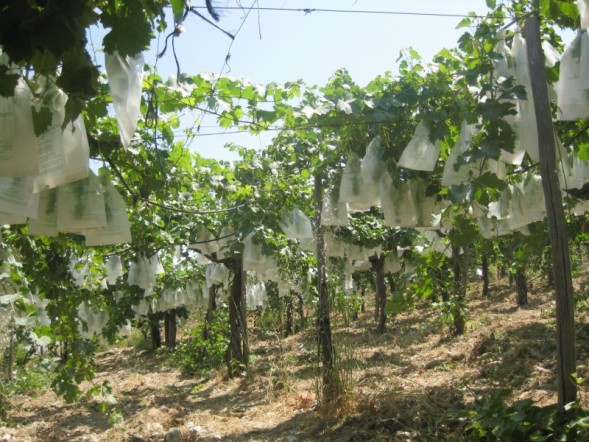
Uva biologica

### Agricoltura
L'asse portante dell'economia di Castrofilippo è rappresentata dalla coltivazione dell'uva da tavola. La varietà più diffusa è l'uva Italia, che viene raccolta in un periodo concentrato, creando così un'inflazione del mercato. Un altro settore frutticolo importante per l'economia locale è rappresentato dalla produzione di pesche.
Dopo il settore frutticolo, grande importanza ha avuto ed ha ancora a Castrofilippo il settore orticolo, conosciuto nelle zone limitrofe e anche oltre, per la produzione di cipolle e aglio.
Il territorio del comune è compreso nella zona di produzione del Pistacchio di Raffadali D.O.P.

### Ristorazione
Altra fonte di reddito importante dell'economia di Castrofilippo, è rappresentata dal settore della ristorazione. Il piccolo centro è famoso per aver un numero molto elevato di ristoranti e pizzerie in proporzione al numero di abitanti.

## Amministrazione
A seguito dell'arresto avvenuto il 22 settembre 2010 del Sindaco Salvatore Ippolito, disposto dal GIP del Tribunale di Palermo su richiesta della Direzione Distrettuale Antimafia di Palermo, i poteri del Sindaco sono stati affidati, con D. Pres. 630 del 18 novembre 2010, al Commissario Straordinario Giuseppe Petralia. In seguito i poteri del Sindaco, Consiglio e Giunta vennero affidati, con Decreto del Presidente della Repubblica del 18 aprile 2011, alla Commissione Straordinaria composta da Baldassare Ingoglia, Massimo Signorelli e Carmelo Fontana.
Nelle elezioni amministrative del 9-10 giugno 2013 viene eletto Sindaco l'avvocato Calogero Sferrazza con la lista civica "Castrofilippo nel Cuore".
Nelle elezioni amministrative del 28-29 Maggio 2023 viene eletto Sindaco l'architetto Totò Gioacchino Baio con la lista civica "Castrofilippo Bene Comune".
Il comune di Castrofilippo fa parte delle seguenti organizzazioni sovracomunali: regione agraria n.4 (Colline del Salso e di Naro).